# (749) Malzovia
(749) Malzovia – planetoida z pasa głównego asteroid okrążająca Słońce w ciągu 3 lat i 132 dni w średniej odległości 2,24 au. Została odkryta 5 kwietnia 1913 roku w Obserwatorium Simejiz na górze Koszka na Półwyspie Krymskim przez Siergieja Bielawskiego i Grigorija Nieujmina. Nazwa pochodzi od Nikołaja Sergiejewicza Małzowa, rosyjskiego astronoma amatora, założyciela Obserwatorium Simejiz. Przed jej nadaniem planetoida nosiła oznaczenie tymczasowe (749) 1913 RF.